# Johann Heinrich Ulrich
Johann Heinrich Ulrich (auch Ullrich, * 6. November 1665 in Zürich; † 19. September 1730 ebenda; ) war ein Schweizer reformierter Pfarrer und Theologe.

## Leben
Der Sohn des gleichnamigen Pfarrers und der Elisabeth Berger besuchte Bildungseinrichtungen in seinem Geburtsort. Er studierte Theologie und wurde 1687 ordiniert. Danach tätigte er eine Forschungsreise durch die Länder Deutschland, Niederlande und Frankreich. Während dieser Reise lernte er Sprachen so gut, dass er in Französisch und Italienisch predigen konnte. In Bern übernahm er in den Jahren 1689 und 1690 eine Stelle als Hauslehrer. 1691 wurde er Vikar. Nach dem Tod des Pfarrers Kaspar Paravicini einer Gemeinde in Grönenbach am 18. November 1691, der 33 Jahre lang im Dienst der Gemeinde tätig war, wurde Ulrich dorthin berufen. Der Kemptener Stiftsdekan war mit der Wahl nicht einverstanden und drohte, Johann Ulrich sein Einkommen zu entziehen. Nach vielen Problemen mit der Gemeinde zog Ulrich im Jahre 1699 zurück nach Zürich. Dort wurde er Diakon und 1713 Pfarrer der Fraumünster-Gemeinde. 1715 wurde er zum Verwalter des reformierten Landfriedensfonds für Landschulen und Prädikanten ernannt. Diese Stellung und die als Pfarrer hielt er bis zu seinem Tod inne.

## Werke
- Relation des harten Zustandes der Reformierten auf den französischen Galeeren (1708)
- Aufnahms- formel für solche, welche die römische Kirche verlassen und zur reformierten zu treten gesonnen sind (erschienen in deutscher, lateinischer, französischer sowie italienischer Sprache; 1713)
- Sendschreiben auf die katholische Antwort wider diese Relation (1723)